# حركة المليون توقيع

شعار الحملة

حركة المليون توقيع أو التغيير من أجل المساواة هي حملة قادتها نساء في إيران لجمع مليون توقيع لدعم تغيير القوانين التمييزية ضد المرأة في إيران. هوجمت نساء في الحركة واعتُقلن من قبل الحكومة، واستطاعت الحركة في مدة عامين تحقيق هدفها المنشود وهو جمع التواقيع المليون. حازت الحركة اعترافًا دوليًا. وقامت منظمات صحفية ومنظمات حقوق إنسان وديمقراطية بمنح جوائز سواء للحركة أو لبعض الأعضاء فيها.

## النجاحات

### جائزة أولوف بالمه 2008
انظر إلى جائزة أولوف بالمه.